# Бейнбрідж (Джорджія)
Бейнбрідж (англ. Bainbridge) — місто (англ. city) в США, адміністративний центр округу Декатур у штаті Джорджія. Населення — 14 468 осіб (2020).

## Географія
Бейнбрідж розташований за координатами 30°54′18″ пн. ш. 84°34′23″ зх. д. / 30.90500° пн. ш. 84.57306° зх. д. (30.904933, -84.573047).  За даними Бюро перепису населення США в 2010 році місто мало площу 52,02 км², з яких 48,69 км² — суходіл та 3,33 км² — водойми.

## Демографія
Згідно з переписом 2010 року, у місті мешкало 12 697 осіб у 4757 домогосподарствах у складі 3143 родин. Густота населення становила 244 особи/км².  Було 5495 помешкань (106/км²).
Расовий склад населення:
| - 54,7 % — чорних або афроамериканців - 41,1 % — білих - 0,8 % — азіатів - 0,3 % — корінних американців - 1,9 % — осіб інших рас |

До двох чи більше рас належало 1,3 %. Частка іспаномовних становила 4,1 % від усіх жителів.
За віковим діапазоном населення розподілялося таким чином: 27,2 % — особи молодші 18 років, 58,7 % — особи у віці 18—64 років, 14,1 % — особи у віці 65 років та старші. Медіана віку мешканця становила 35,0 року. На 100 осіб жіночої статі у місті припадало 88,6 чоловіків;  на 100 жінок у віці від 18 років та старших — 84,2 чоловіків також старших 18 років.
Середній дохід на одне домашнє господарство  становив 42 792 долари США (медіана — 25 429), а середній дохід на одну сім'ю — 52 750 доларів (медіана — 39 428). Медіана доходів становила 37 314 долари для чоловіків та 26 579 доларів для жінок. За межею бідності перебувало 31,2 % осіб, у тому числі 42,5 % дітей у віці до 18 років та 17,4 % осіб у віці 65 років та старших.
Цивільне працевлаштоване населення становило 4163 особи. Основні галузі зайнятості: освіта, охорона здоров'я та соціальна допомога — 22,3 %, виробництво — 13,7 %, роздрібна торгівля — 13,6 %.

## Відомі уродженці
- Міріам Гопкінс — популярна в 1930-х роках американська актриса.